# Arroyo de Ventas Nuevas
Arroyo de Ventas Nuevas este o arie protejată (arie specială de conservare — SAC, sit de importanță comunitară — SCI) din Spania întinsă pe o suprafață de 12,78 ha, integral pe uscat.

## Localizare
Centrul sitului Arroyo de Ventas Nuevas este situat la coordonatele 38°22′03″N 4°27′55″W / 38.3675°N 4.4653°V.

## Înființare
Situl Arroyo de Ventas Nuevas a fost declarat sit de importanță comunitară în decembrie 2000 pentru a proteja 6 specii de animale. Situl a fost protejat și ca arie specială de conservare în martie 2015.

## Biodiversitate
Situată în ecoregiunea mediteraneană, aria protejată conține 4 habitate naturale: Dehesas cu Quercus spp. perene, Pajiști umede mediteraneene cu ierburi înalte de Molinio-Holoschoenion, Păduri termofile cu Fraxinus angustifolia, Galerii și tufărișuri riverane sudice (Nerio-Tamaricetea și Securinegion tinctoriae).
La baza desemnării sitului se află mai multe specii protejate:
- mamifere (2): vidră de râu (Lutra lutra), râs iberic (Lynx pardinus)
- pești (4): Cobitis paludica, Iberochondrostoma lemmingii, Luciobarbus comizo, Squalius alburnoides

Pe lângă speciile protejate, pe teritoriul sitului au mai fost identificate 2 specii de plante.